# Cissus nodosa
Cissus nodosa – gatunek rośliny z rodziny winoroślowatych (Vitaceae). Występuje na wyspach i wybrzeżach Azji Południowo-Wschodniej (Andamany, Nikobary, Malezja, Indonezja). Introdukowany na niektórych wyspach Pacyfiku, m.in. na Tahiti i Hawajach. Preferuje położone blisko poziomu morza, mniej wilgotne i dobrze nasłonecznione lokalizacje, zarówno leśne jak i na bardziej otwartych przestrzeniach. 

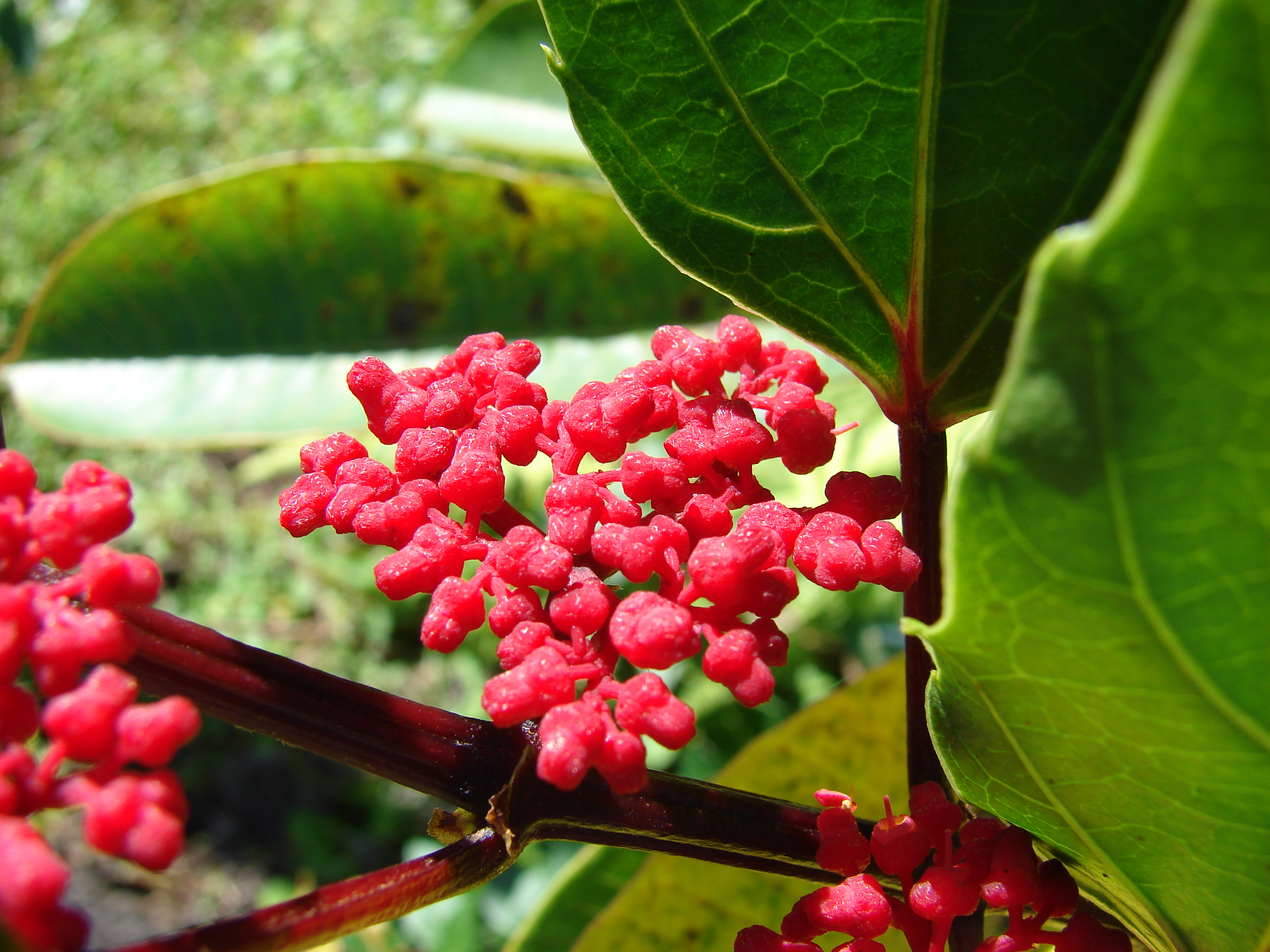
Charakterystyczny, czerwony kwiatostan

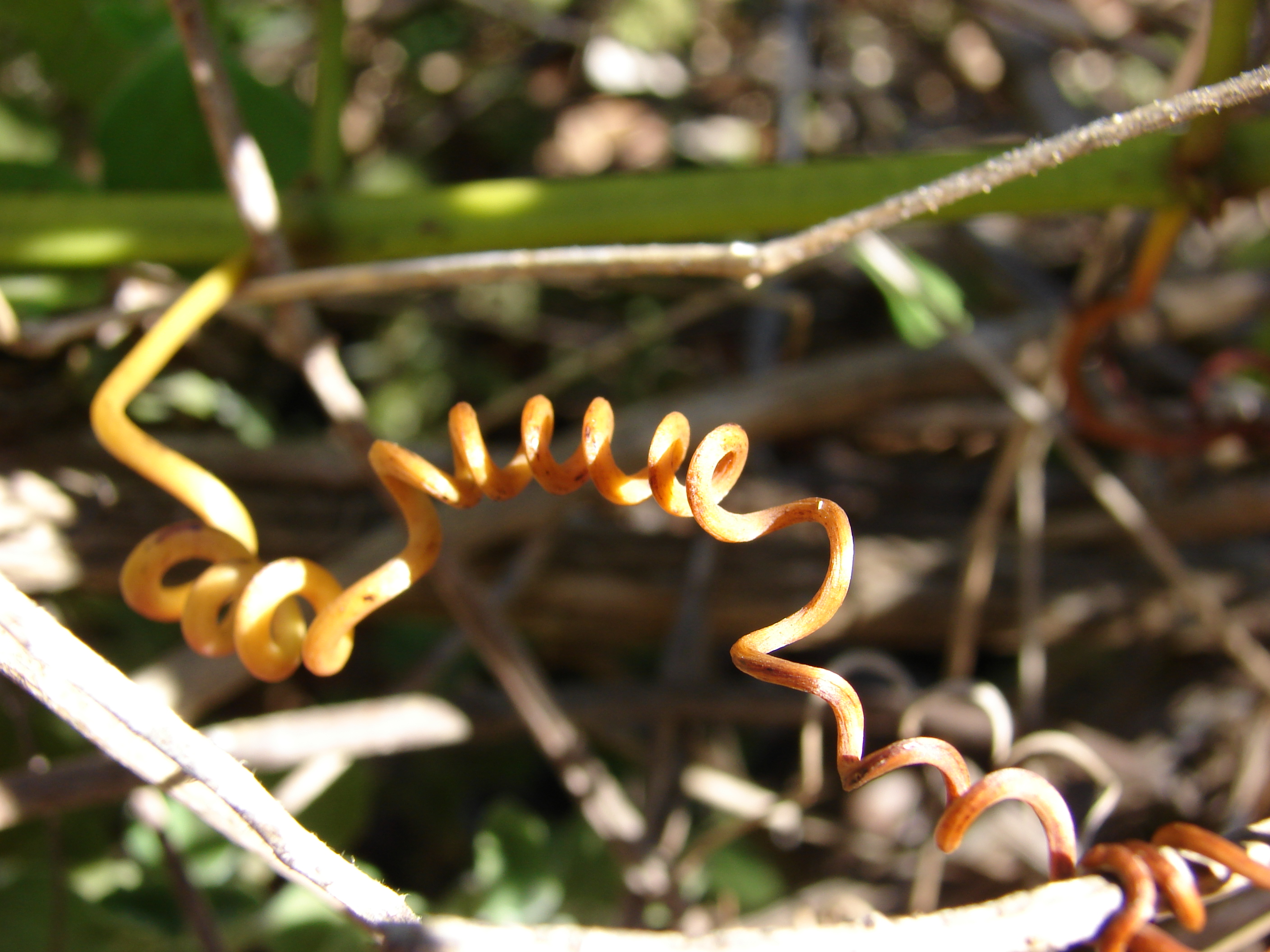
Wąs czepny

## Morfologia
PokrójDuże, silnie rosnące pnącze, porasta głównie drzewa.
ŁodygaPędy smukłe, gładkie i silne. Wytwarzają typowe dla rodziny winoroślowatych wąsy czepne, wspomagające proces wspinania się rośliny po podporach.
LiściePojedyncze, prosto unerwione i błyszczące, o podłużnej, jajowatej bądź lekko sercowatej blaszce liściowej. Młode mocniej, rozwinięte słabiej ząbkowane. Osiągają 6–18 cm długości i 2,5–7 cm szerokości.
KwiatyNiepozorne, zebrane w czerwono-purpurowych, baldachokształtnych kwiatostanach. Same kwiaty szerokości 1,5 mm i długości do 4 mm, z wywiniętymi, drobnymi płatkami.
OwoceCiemnoczerwone jagody o średnicy 2–2,5 cm, kształtem przypominają nieco wiśnie. Zawierają jedno nasiono. owoce chętnie zjadane przez ptaki, które rozsiewają nasiona.